# Макіївська дитяча залізниця
Макíївська дитя́ча залізни́ця — колишня дитяча залізниця в місті Макіївка Донецької області.

## Історія
Дитяча залізниця в Макіївці була побудована підприємством «Макіїввугілля», а потім передана у відання МШС (Міністерство шляхів сполучення), і, згодом, стала філією Донецької дитячої залізниці.
Відомості про дату відкриття залізниці тривалий час були досить суперечливими. У різних джерелах називаються 1971, 1972 і 1974 роки. Аналіз цих джерел змушував вважати, що залізниця була відкрита все ж таки у  травні 1971 року. У статті в газеті рос. «Макеевский рабочий» від 23 травня 1972 року стало відомо, що урочисте відкриття Макіївської дитячої залізниці відбулося 21 травня 1972 року. На відкритті були присутні секретар міськкому комсомолу Людмила Коваль та перший секретар міськкому КПРС О. П. Ночьовкін. Право провести перший поїзд, який був прикрашений портретом Володі Ульянова надали Сергію Завгородньому та Юрію Берковець. В цей же день, але трохи пізніше, відбулося відкриття парку Піонерський і картодрому.

### Інфраструктура
Дитяча залізниця становила собою замкнуте коло протяжністю 1,35 км з двома пунктами зупинок — станцією Піонерська і платформою Теремок. На станції Піонерській було двостойлове депо, яке побудоване за типовим проєктом, і 3 платформи (широк — по обидва боки від колій і вузенька — між коліями). Середня колія примикала до депо платформи і була обладнана навісом. Таке рішення не зустрічається ні на жодній іншій дитячій залізниці. Платформа Теремок не має колійного розвитку. Зі станційних споруд на ній був невеликий дерев'яний вокзал.
Засоби СЦБ на залізниці були представлені напівавтоматичним блокуванням на перегоні і ключововою залежністю стрілок і сигналів на станції Піонерська. Всі стрілки з ручним приводом і оснащені замками Мелентьєва.

### Рухомий склад
З моменту відкриття Макіївська дитяча залізниця мала в своєму розпорядженні 3 пасажирських вагони ПВ40 ранніх випусків (з дещо іншим інтер'єром салону і візками з підшипниками ковзання) і тепловоз ТУ4-2822. Причому, це єдиний достеменно відомий випадок застосування тепловозів серії ТУ4 на дитячих залізницях.
У другій половині 1980-х років до залізниці надійшов другий тепловоз — ТУ7-2734, але наприкінці 1990-х років або у 2000 році він був переданий на Донецьку дитячу залізницю, де жодного разу не експлуатувався.

### Закриття залізниці
У 1995 році, у зв'язку з важким економічним становищем, керівництво Донецької дитячої залізниці було змушене тимчасово закрити Макіївську філію. У 1996 році рух по Макіївській дитячій залізниці все ж вдалося відновити, але ненадовго — у 2002 році вона знову була закрита.
Тривалий час залізниця була законсервована, пізніше її господарство стали поступово розбирати. З огляду на зниження інтересу до дитячих залізниць у керівництва Донецької дитячої залізниці, надії на відновлення Макіївської дитячої залізниці майже не було. А оскільки відстань між Макіївкою і Донецьком невелика, незабаром було прийнято рішення про остаточне закриття цієї залізниці. У вересні-жовтні 2005 року останній тепловоз ТУ4-2822 з Макіївської дитячої залізниці був переданий у Донецьк до музею історії та розвитку Донецької залізниці. 
У 2008 році всі станційні споруди Макіївської дитячої залізниці були повністю зруйновані.